# J.A. Christiansen
 For alternative betydninger, se Jens Christiansen (flertydig). (Se også artikler, som begynder med Jens Christiansen)
Jens Anton Christiansen (6. september 1888 - 28. juli 1969) var en dansk kemiker og professor i kemi ved Københavns Universitet, hvor han blev udnævnt i 1931.
I begyndelsen af sin karriere forskerede han i biofysisk kemi, og arbejdede sig senere over i uorganisk kemi, hvor han især forskede i svovl- og borforbindelsers kemi. Mod slutningen af sin karriere forskerede han i reaktionskinetikken.
Christiansen blev medlem af Videnskabernes Selskab i 1934 og var medstifter af Acta Chemica Scandinavica i 1947.